# Економіка Нової Зеландії

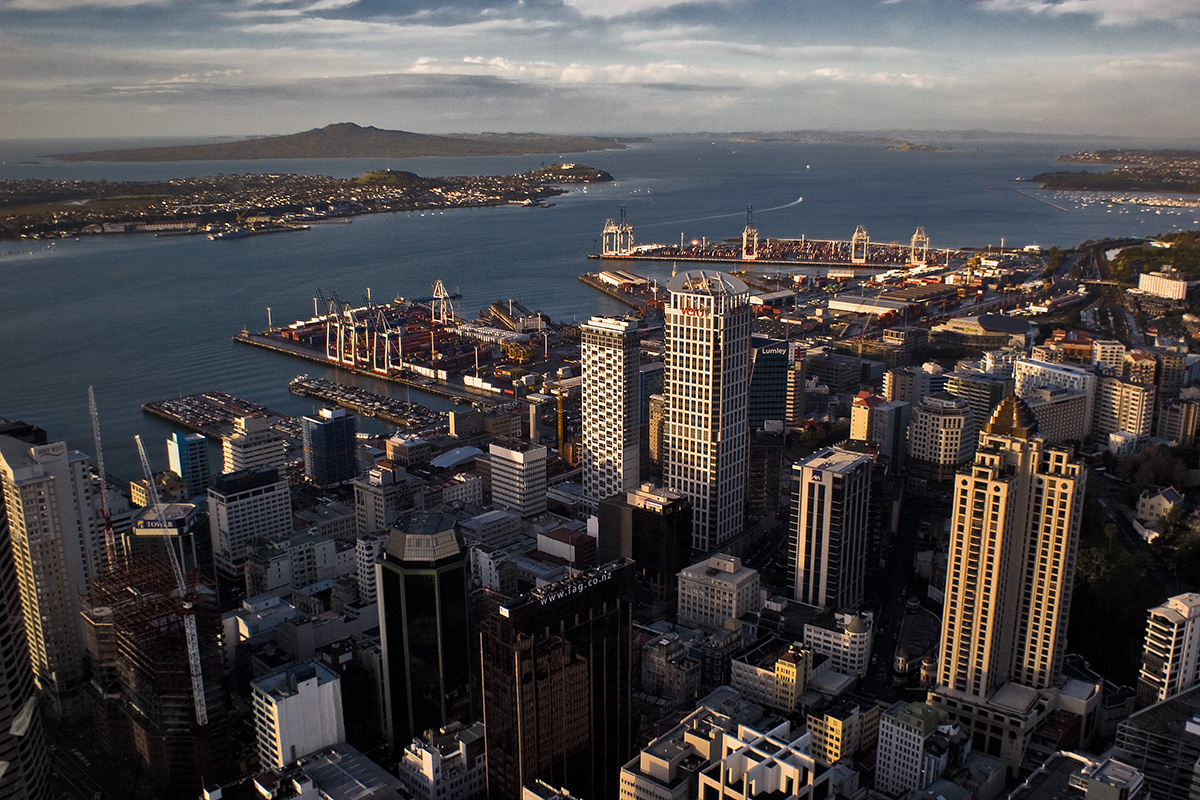
Окленд — найбільше місто Нової Зеландії, фінансовий та діловий центр країни

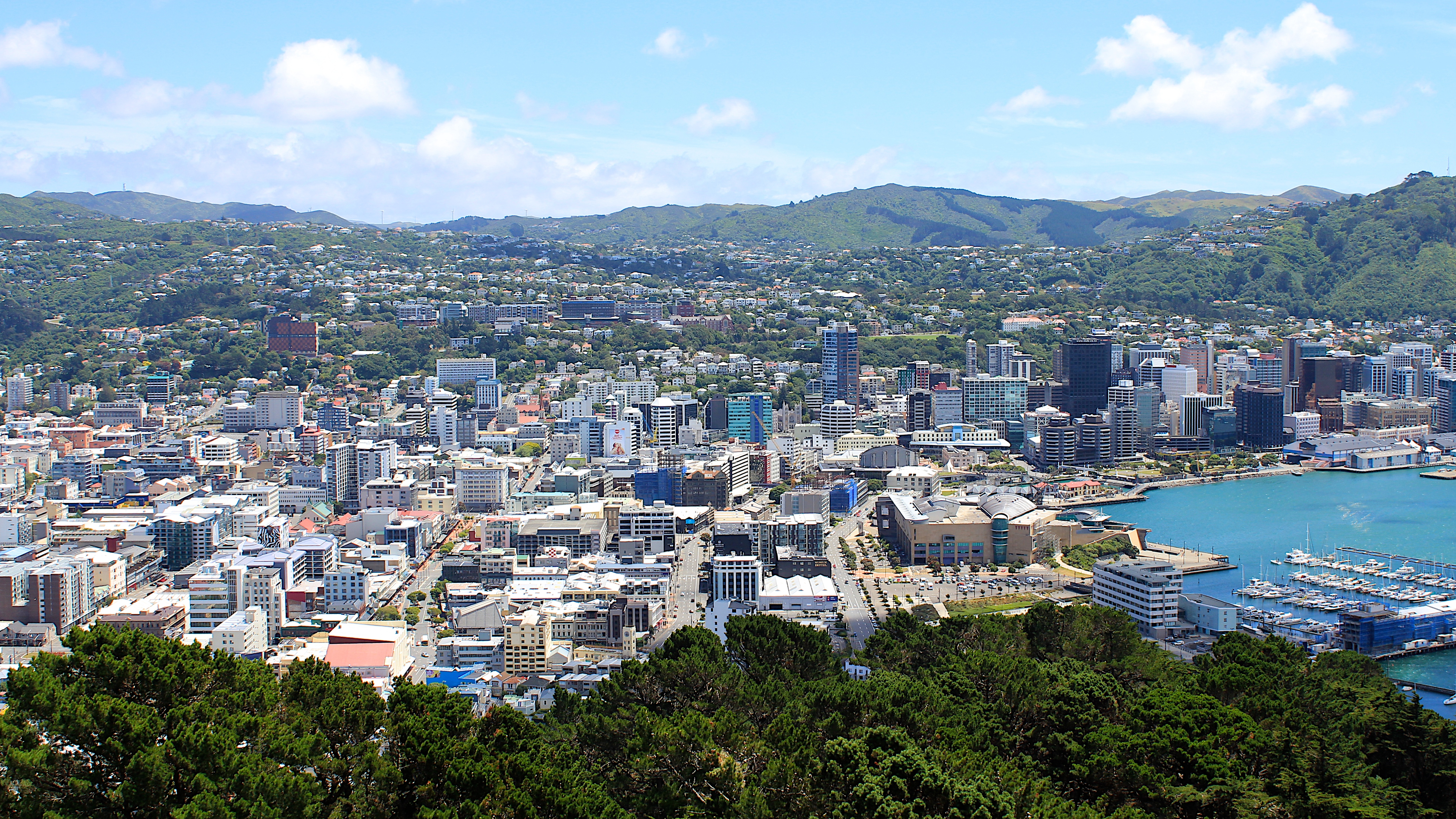
Веллінгтон — столиця та друге місто Нової Зеландії

Економіка Нової Зеландії належить до розвинених, ринкових економік планети. ВВП 211,6 млрд $ (2013). Річний ВВП на душу населення становить 47 532 $. З 2007 по 2013 рік ВВП країни зріс на 24,5 %.  В 2005 році Світовий Банк визнав Нову Зеландію найсприятливішою країною для ведення бізнесу після Сінгапуру.

## Загальна характеристика
Нова Зеландія — індустріально-аграрна країна з високорозвиненим сільським господарством. Основні галузі промисловості: харчова, легка, деревообробна та паперова, чорна та кольорова металургія, машинобудування, текстильна, нафтохімічна, виробництво транспортного обладнання; виробництво і ремонт електротехнічного і механічного обладнання; меблева, поліграфічна промисловість і видавнича справа. Транспорт — автомобільний, залізничний, морський. Головні морські порти — Веллінгтон, Окленд, Літтельтон. Нова Зеландія має одну з найгустіших у світі мереж внутрішніх авіаліній, які обслуговуються державними і приватними авіакомпаніями. Air New Zealand та іноземні авіакомпанії з'єднують країну з Австралією і забезпечують зв'язок з південною частиною Тихого океану, Східною Азією, Великою Британією і західним узбережжям США. Головні міжнародні аеропорти знаходяться в Окленді, Крайстчерчі і Веллінгтоні.
За даними [Index of Economic Freedom, The Heritage Foundation, U.S.A. 2001]: ВВП — $ 62,3 млрд. Темп зростання ВВП — (-0,8 %). ВВП на душу населення — $ 16427. Імпорт — $ 15,2 млрд (г.ч. Австралія — 22,3 %; США — 19,5 %; Японія — 11,2 %; Велика Британія — 5,1 %). Експорт — $ 15,3 млрд (г.ч. Австралія — 20,2 %; Японія — 13 %; США — 12 %; Велика Британія — 5,9 %). Структура експорту в кінці ХХ ст.: 17 % — молочні продукти, 13 % — м'ясо, 11 % — лісоматеріали і продукція деревообробної промисловості, 11 % — інші лісопродукти, 5 % — вовна.
Загальна чисельність трудових ресурсів Нової Зеландії в 1997 становила майже 1,7 млн чол. У 1997 в сільському господарстві було зайнято 9 % всіх працюючих, в обробній промисловості понад 16 %, в гуртовій і роздрібній торгівлі — 21 %, в банківській і фінансовій сфері — понад 12 %, у сфері послуг — 27 %. Рівень безробіття в 1997 становив 6,7 %.
Основні ресурси Нової Зеландії — це земля, ліси, річки й море. Є гідро- та термальні електростанції (на вулканічному плато Північного острова). Нова Зеландія має в достатній кількості в своєму розпорядженні всі джерела енергії, крім нафти. У 1996 коштом внутрішніх ресурсів потреби країни в первинних джерелах енергії задовольнялися на 89 %, а в нафті — на 44 %. Структура енергетичного сектора: 32 % виробленої енергії дає нафта, 29 % — природний газ, 13 % — ГЕС; інші джерела (вітер, біогаз та інш.) — 5 %. Значний внесок в енергетику дають геотермальні джерела; побудована в 1958 геотермальна електростанція в Уаїракеї (острів Північний) є однією з найбільших у світі. Великий гідроенергетичний потенціал Нової Зеландії, особливо острова Південний, що має гористий рельєф. Потужний гідроенергетичний комплекс розташований на р. Уаїтакі, звідки електроенергія передається в міста о. Північний по високовольтній лінії і підводному кабелю.

## Сільське господарство
Сільськогосподарська продукція становить понад 50 % обсягу новозеландського експорту. Сільське господарство і промисловість розвинені як на Північному, так і на Південному островах. Бл. 51 % території Нової Зеландії займають пасовища і орні землі. Сільське господарство, особливо молочне тваринництво, механізоване і вельми ефективне. Прогресу в цій області сприяло впровадження наукових методів у землеробство і тваринництво. Останнє відіграє найважливішу роль в економіці Нової Зеландії. Головними видами продукції, що експортується є м'ясні і молочні продукти і вовна. За виробництвом шерстяного волокна Нова Зеландія стоїть на 2-у місці у світі (після Австралії). Основна частина валютної виручки виходить внаслідок експорту м'ясопродуктів та продукції молочного тваринництва. Головні сільськогосподарські культури: пшениця, овес, ячмінь, кукурудза (маїс), горох і картопля. Всі ці культури, за винятком картоплі, вирощуються г.ч. на Південному острові. Нова Зеландія повністю забезпечує себе пшеницею, а також виробляє достатню кількість овочів і фруктів для задоволення внутрішнього попиту. Яблука, груші і ківі вирощуються на експорт. Прибережні води Нової Зеландії багаті на цінні види риби і їстівних молюсків. Обсяг експорту морепродуктів зростає. Введення в 1978 200-мильної особливої економічної зони зробило Нову Зеландію власницею однією з найбільших акваторій у світі.

## Промисловість
Головною галуззю промисловості залишається харчова, переважно м'ясо-молочна. Велике значення мають також деревообробна, целюлозно-паперова галузі і виробництво виробів з металу і пластмас. Велика частина промислового виробництва зосереджена на о. Північний, де головним індустріальним центром є Окленд. На о. Південний промислові підприємства розміщені переважно в районі Крайстчерча.

## Азартні ігри
Азартні ігри в Новій Зеландії контролюються Міністерством внутрішніх справ. Всі азартні ігри мають приносити частину прибутку громаді. Найбільша частка азартної індустрії управляється державними установами. Витрати на азартні ігри (втрати гравців) 2008 року склали 2 млрд новозеландських доларів (480 доларів на душу населення), що вдесятеро більше, ніж 1985 року. Станом на кінець 2020 року, в Новій Зеландії діяли 1068 гральних закладів.